# Amélie Beaury-Saurel

Amélie Beaury-Saurel: Selbstporträt, 1893

Amélie Beaury-Saurel (* 1848 in Barcelona; † 30. Mai 1924 in Paris) war eine französische Malerin.

## Leben
Ihre ersten Zeichenstunden erhielt Amélie Beaury-Saurel bei einem lokalen Maler, der ihr eindringlich zur Fortsetzung des Studiums in Paris riet. Später studierte sie an der renommierten Académie Julian, bei Jules-Joseph Lefebvre, Tony Robert-Fleury und Jean Paul Laurens. Mit ihren Klassenkameradinnen Louise-Cathérine Breslau und Marie Bashkirtseff verband Beaury-Saurel bald eine enge Freundschaft. Im Jahr 1874 fand Beaury-Saurel erste Ausstellung im Salon de Paris statt, an dem sie sich in der Folge bis 1895 regelmäßig beteiligte. In dieser Zeit eröffnete sie ihr erstes Atelier in Paris und erwarb einen Ruf als bekannte Porträtmalerin.
Im Jahre 1895 heiratete Amélie Beaury-Saurel den Maler und Begründer der Académie Julian, Rodolphe Julian (1839–1907). Aus der Ehe, die allen Berichten zufolge glücklich verlief, gingen zwei Kinder hervor. Nach dem Tod ihres Mannes kaufte sie das Château Julian in Lapalud, Provence-Alpes-Côte d’Azur, wo sie bis kurz vor ihrem Tod lebte.